# Apteranthes
Apteranthes es un género de plantas fanerógamas de la familia Apocynaceae. Contiene 10 especies. Es originario de la región del Mediterráneo, Canarias, Norte de África y la península arábiga hacia el oeste y Asia central.

## Descripción
Son plantas rastreras con tallos suculentos que alcanzan los 40 cm de altura, tiene látex incoloro; los rizomas suelen estar presentes. los brotes son de color verde o azul-verdoso, de 5-70 cm de largo, y 10-25 mm de ancho, con 4 ángulos afilados, glabros y lisos. Hojas caducas, reducidas a escamas, sésiles,  basalmente cordadas y con el ápice obtuso.
Las inflorescencias extra axilares en los flancos cerca del ápice de los tallos con 3-15-flores,  sésiles; pedicelos glabros.
Las flores tienen un olor dulzón fétido a excrementos.

## Taxonomía
El género fue descrito por Johann Christian Mikan y publicado en Nova Acta Physico-medica Academiae Caesareae Leopoldino-Carolinae Naturae Curiosorum Exhibentia Ephemerides sive Observationes Historias et Experimenta 17(2): 594, t. 41. 1835.
Citología
Número de cromosomas; 2n= 22, o 66, o 132 (C. europaea, C. tuberculata (22), A. burchardii subsp. maura, A. joannis (66), A. burchardii subsp. burchardii (132)).

## Especies
| - Apteranthes burchardii (N.E.Br.) Plowes - Apteranthes cylindrica Decne. - Apteranthes europaea (Guss.) Plowes - Apteranthes gussoneana Mik - Apteranthes joannis (Maire) Plowes - Apteranthes munbyana (Decne. ex Munby) Meve & Liede - Apteranthes negevensis (D.Zohary) Plowes - Apteranthes staintonii (H.Hara) Meve & Liede - Apteranthes tessellata Decne. - Apteranthes tuberculata (N.E.Br.) Meve & Liede |